# Élections législatives de 1986 en Seine-et-Marne
Les élections législatives françaises de 1986 ont lieu le 16 mars 1986. Dans le département de la Seine-et-Marne, neuf députés sont à élire dans le cadre d'un scrutin proportionnel par liste départementale à un seul tour.

## Élus
| Député élu          |  | Parti     |
| ------------------- |  | --------- |
| Alain Vivien        |  | PS        |
| Robert Le Foll      |  | PS        |
| Jean-Pierre Fourré  |  | PS        |
| Alain Peyrefitte    |  | RPR       |
| Didier Julia        |  | RPR       |
| Guy Drut            |  | RPR       |
| Jean-François Jalkh |  | FN        |
| Jean-Jacques Hyest  |  | UDF (CDS) |
| Gérard Bordu        |  | PCF       |

## Listes en présence

### Extrême gauche (LO)
| N° | Candidats         | Parti | Parti | Principales fonctions              |
| -- | ----------------- | ----- | ----- | ---------------------------------- |
| 01 | Annick Marsault   |       | LO    | Employée de banque                 |
| 02 | Jacques Beunèche  |       | LO    | Technicien                         |
| 03 | Georges Millot    |       | LO    | Adjoint administratif des hôpitaux |
| 04 | Daniel Rocher     |       | LO    | Enseignant                         |
| 05 | Gérard Bon        |       | LO    | Ouvrier                            |
| 06 | Lucien Degorge    |       | LO    | Technicien                         |
| 07 | Yves Gaillard     |       | LO    | Employé d'assurances               |
| 08 | Géraldine Gouelle |       | LO    | Enseignante                        |
| 09 | Christian Brison  |       | LO    | Ouvrier                            |
|    |                   |       |       |                                    |
| 10 | Evelyne Gouelle   |       | LO    | Educatrice                         |
| 11 | Gérard Grimberg   |       | LO    | Enseignant                         |

### Extrême gauche (MPPT)
| N° | Candidats            | Parti | Parti | Principales fonctions         |
| -- | -------------------- | ----- | ----- | ----------------------------- |
| 01 | Michel Senotier      |       | MPPT  | Instituteur                   |
| 02 | Alain Aucouturier    |       | MPPT  | Technicien en métallurgie     |
| 03 | Anne Morio           |       | MPPT  | Infirmière                    |
| 04 | Claude Charmont      |       | MPPT  | Professeur de LEP             |
| 05 | Edith Zimmer         |       | MPPT  | Employée de banque            |
| 06 | Jean-Pierre Duval    |       | MPPT  | Chômeur                       |
| 07 | Michel Oberlander    |       | MPPT  | Inspecteur aux PTT            |
| 08 | Éliane Michau        |       | MPPT  | Sans profession               |
| 09 | Guy Delaunay         |       | MPPT  | Professeur de LEP             |
|    |                      |       |       |                               |
| 10 | Jean-Paul Moret      |       | MPPT  | Employé à la Sécurité sociale |
| 11 | Jean-François Gloess |       | MPPT  | Professeur de lycée           |

### Parti communiste français
| N° | Candidats          | Parti | Parti | Principales fonctions                                                                            |
| -- | ------------------ | ----- | ----- | ------------------------------------------------------------------------------------------------ |
| 01 | Gérard Bordu       |       | PCF   | Conseiller municipal de Chelles, retraité                                                        |
| 02 | Edmond Déchery     |       | PCF   | Ajusteur, Bois-le-Roi                                                                            |
| 03 | Joëlle Courtel     |       | PCF   | Employée                                                                                         |
| 04 | Daniel Brunel      |       | PCF   | Technicien, Torcy                                                                                |
| 05 | Yves Rouveyre      |       | PCF   | Conseiller municipal de Nangis, professeur                                                       |
| 06 | Jeannine Plard     |       | PCF   | Infirmière, conseillère municipale de Dammarie-les-Lys                                           |
| 07 | Lionel Hurtebize   |       | PCF   | Conseiller général du canton de Champs-sur-Marne et maire de Champs-sur-Marne, agent de maitrise |
| 08 | Claude Leroux      |       | PCF   | Employée, conseillère municipale de Lagny-sur-Marne                                              |
| 09 | Jean-Pierre Patron |       | PCF   | Adjoint au maire de Meaux, ouvrier spécialisé                                                    |
|    |                    |       |       |                                                                                                  |
| 10 | Lucie Ducreux      |       | PCF   | Ouvrière spécialisée                                                                             |
| 11 | Annie Villeflose   |       | PCF   | Conseillère municipale de Souppes-sur-Loing, monteuse                                            |

### Majorité présidentielle (PS-MRG)
| N° | Candidats                 | Parti | Parti | Principales fonctions |
| -- | ------------------------- | ----- | ----- | --- |
| 01 | Alain Vivien              |       | PS    | Député sortant et conseiller municipal de Melun, professeur                                                               |
| 02 | Robert Le Foll            |       | PS    | Député sortant et maire de Crégy-lès-Meaux, professeur                                                                    |
| 03 | Jean-Pierre Fourré        |       | PS    | Député sortant et ancien conseiller général du canton de Chelles, conseiller municipal de Chelles, ingénieur informatique |
| 04 | Alain Drèze               |       | PS    | Conseiller municipal de Montereau, professeur                                                                             |
| 05 | Michel Marciset           |       | PS    | Éducateur spécialisé |
| 06 | Vincent Éblé              |       | PS    | Cadre territorial |
| 07 | Daniel Chambon            |       | PS    | Conseiller général du canton de Vaires-sur-Marne, conseiller municipal de Vaires-sur-Marne, instituteur                   |
| 08 | Monique Pruvot            |       | PS    | Editrice, conseillère municipale de Combs-la-Ville                                                                        |
| 09 | Line Magne                |       | PS    | Conseillère municipale de Moissy-Cramayel, cadre administratif                                                            |
|    |                           |       |       | |
| 10 | Michel Bénard             |       | PS    | Conseiller municipal de Veneux-les-Sablons, ingénieur EDF                                                                 |
| 11 | Louisette Dubos-Teissèdre |       | PS    | Pharmacienne, conseillère municipale de Melun                                                                             |

### Les Verts
| N° | Candidats             | Parti | Parti | Principales fonctions   |
| -- | --------------------- | ----- | ----- | ----------------------- |
| 01 | Alain Rist            |       | LV    | Ingénieur               |
| 02 | Boris Fedorovsky      |       | LV    | Ingénieur               |
| 03 | Robert Laugier        |       | LV    | Retraité                |
| 04 | Henri Perret          |       | LV    | Psychologue             |
| 05 | Alain Goix            |       | LV    | Comptable               |
| 06 | Linette Dalmasso      |       | LV    | Artiste de spectacle    |
| 07 | Dominique Larrey      |       | LV    | Ingénieur informaticien |
| 08 | Serge Karsenty        |       | LV    | Sociologue              |
| 09 | Jean Morlais          |       | LV    | Ingénieur               |
|    |                       |       |       |                         |
| 10 | Jean Pignero          |       | LV    | Retraité                |
| 11 | Constantin Fedorovsky |       | LV    | Journaliste             |

### Opposition (UDF/CDS et DVD)
| N° | Candidats              | Parti | Parti | Principales fonctions |
| -- | ---------------------- | ----- | ----- | --- |
| 01 | Jean-Jacques Hyest     |       | CDS   | Conseiller général du canton de Château-Landon, vice-président du conseil général et maire de La Madeleine-sur-Loing, fonctionnaire territorial |
| 02 | Jacques-André Troesch  |       | CDS   | Conseiller particulier de Raymond Barre, administrateur civil                                                                                   |
| 03 | Bernard Cain           |       | DVD   | Conseiller municipal de Meaux, professeur |
| 04 | Chantal Jamet          |       | DVD   | Adjointe au maire de Montereau, professeur |
| 05 | Jean-Claude Agisson    |       | CDS   | Adjoint au maire de La Rochette, chef d'entreprise                                                                                              |
| 06 | Henri Drucker          |       | CDS   | Adjoint au maire de Saint-Cyr-sur-Morin, médecin                                                                                                |
| 07 | Dominique Beronie      |       | DVD   | Maire de Courquetaine, exploitant agricole |
| 08 | Françoise de Cupper    |       | DVD   | Conseillère municipale de Melun |
| 09 | Bernard Letellier      |       | DVD   | Maire de Claye-Souilly, retraité |
|    |                        |       |       | |
| 10 | Claude Eymard-Duvernay |       | DVD   | Conseiller général du canton de Montereau-Fault-Yonne et maire de Montereau, médecin                                                            |
| 11 | Pierre Meutey          |       | CDS   | Conseiller général du canton de Lizy-sur-Ourcq, maire de Vendrest, journaliste                                                                  |

### Opposition (UDF/PR-RAD)
| N° | Candidats          | Parti | Parti    | Principales fonctions                                                                             |
| -- | ------------------ | ----- | -------- | ------------------------------------------------------------------------------------------------- |
| 01 | José Parente       |       | UDF-PR   | Adjoint au maire de Dammarie-les-Lys, pharmacien                                                  |
| 02 | Pierre Lespiat     |       | UDF-Rad. | Adjoint au maire de Melun, docteur en médecine                                                    |
| 03 | René André         |       | UDF-PSD  | Maire du Mée-sur-Seine, directeur administratif                                                   |
| 04 | Jean-Louis Happert |       | DVD      | Médecin-chef de service hospitalier                                                               |
| 05 | Jacqueline Richert |       | UDF-PR   | Adjointe au maire de la Ferté-sous-Jouarre, attachée commerciale                                  |
| 06 | Éric Natali        |       | UDF-PR   | Étudiant                                                                                          |
| 07 | Geneviève Bruckner |       | DVD      | Militante familiale                                                                               |
| 08 | Maurice Misrach    |       | UDF-PR   | Conseiller municipal d'Esbly, responsable d'entreprise                                            |
| 09 | François Allanche  |       | DVD      | Conseiller municipal de Montereau, technicien                                                     |
|    |                    |       |          |                                                                                                   |
| 10 | Jacques Giraud     |       | UDF-Rad. | Maire d'Ozoir-la-Ferrière, cadre supérieur technique de la Banque de France architecture de Paris |
| 11 | Louis Augier       |       | UDF-PSD  | Maire de Vaux-le-Pénil, gérant de société                                                         |

### Opposition (RPR-CNI)
| N° | Candidats            | Parti | Parti | Principales fonctions |
| -- | -------------------- | ----- | ----- | --- |
| 01 | Alain Peyrefitte     |       | RPR   | Conseiller général du canton de Bray-sur-Seine, 1er vice-président du conseil général et maire de Provins, diplomate, député sortant |
| 02 | Didier Julia         |       | RPR   | Député sortant, conseiller régional et vice-président du conseil régional, universitaire                                             |
| 03 | Guy Drut             |       | RPR   | Conseiller de Paris, moniteur d'EPS                                                                                                  |
| 04 | Charles Cova         |       | RPR   | Cadre gestionnaire, conseiller général du canton de Chelles, maire de Chelles                                                        |
| 05 | Jean Kirchheim       |       | RPR   | Cadre dirigeant, conseiller général du canton de Brie-Comte-Robert, conseiller municipal de Combs-la-Ville                           |
| 06 | Jean-Claude Mignon   |       | RPR   | Chef d'entreprise, conseiller général du canton de Perthes, maire de Dammarie-les-Lys                                                |
| 07 | Anne-Marie Schaffner |       | RPR   | Maire-adjointe de Fontenay-Trésigny                                                                                                  |
| 08 | Julien Morin         |       | RPR   | Retraité, conseiller général du canton de Coulommiers, maire de Faremoutiers                                                         |
| 09 | Claude Avisse        |       | RPR   | Retraité, conseiller général du canton de Lagny-sur-Marne, maire de Lagny-sur-Marne                                                  |
|    |                      |       |       | |
| 10 | Geneviève Dramard    |       | RPR   | Retraitée, maire adjointe de Chevry-Cossigny                                                                                         |
| 11 | Jean-Michel Régnault |       | RPR   | Retraité, maire de Veneux-les-Sablons                                                                                                |

### Opposition (Divers droite)
| N° | Candidats       | Parti | Parti | Principales fonctions       |
| -- | --------------- | ----- | ----- | --------------------------- |
| 01 | Marc Hourtal    |       | DVD   | Directeur de société        |
| 02 | Francis Lahogue |       | DVD   | Président-directeur général |
| 03 | Patricia Roch   |       | DVD   | Attachée commerciale        |
| 04 | Reynald Soudant |       | DVD   | Directeur des ventes        |
| 05 | Christian Soave |       | DVD   | Gérant de société           |
| 06 | Angelo Toma     |       | DVD   | Ingénieur                   |
| 07 | Michèle Royer   |       | DVD   | Secrétaire de direction     |
| 08 | Christian Roch  |       | DVD   | Responsable d'atelier       |
| 09 | Eric Schneider  |       | DVD   | Attaché commercial          |
|    |                 |       |       |                             |
| 10 | Christian Jamin |       | DVD   | Président-directeur général |
| 11 | Alain Bischoff  |       | DVD   | Président-directeur général |

### Front national
| N° | Candidats                | Parti | Parti | Principales fonctions     |
| -- | ------------------------ | ----- | ----- | ------------------------- |
| 01 | Jean-François Jalkh      |       | FN    | Journaliste               |
| 02 | Caroline Colombier       |       | FN    | Avocate                   |
| 03 | Jean-Pierre Salarino     |       | FN    | Directeur commercial      |
| 04 | Claude Toquet            |       | FN    | Chef d'entreprise         |
| 05 | Joëlle Lombard           |       | FN    |                           |
| 06 | Gilbert Béquerelle       |       | FN    | Maraîcher biodynamiste    |
| 07 | Jean-Louis Caffarel      |       | FN    | Agent d'assurances        |
| 08 | Ivan Rolland de Rengerve |       | FN    | Cadre supérieur           |
| 09 | Laurence Rodella         |       | FN    | Professeur de philosophie |
|    |                          |       |       |                           |
| 10 | Jacques Gérard           |       | FN    | Cadre du secteur privé    |
| 11 | Guy Cornilleau           |       | FN    | Electro-mécanicien        |

### Sans étiquette (Initiative 86)
| N° | Candidats              | Parti | Parti | Principales fonctions |
| -- | ---------------------- | ----- | ----- | --------------------- |
| 01 | Bruno Poupon           |       | SE    | Technicien            |
| 02 | Martine Mathellon      |       | SE    | Chef d'entreprise     |
| 03 | Pascal Fichot          |       | SE    | Agent EDF             |
| 04 | Christian Feillant     |       | SE    | Acheteur industriel   |
| 05 | Philippe Rispal        |       | SE    | Agent commercial      |
| 06 | Hervé Clochet          |       | SE    | Sapeur-pompier        |
| 07 | Hélène Mignen          |       | SE    | Sage-femme            |
| 08 | Michel Hamon           |       | SE    | Ingénieur             |
| 09 | Marie-Thérèse Feillant |       | SE    | Employée de banque    |
|    |                        |       |       |                       |
| 10 | Benoit Mathellon       |       | SE    | Sapeur-pompier        |
| 11 | Marie-Laurence Poupon  |       | SE    |                       |

## Résultats

### Résultats à l'échelle du département
| Liste Parti politique | Liste Parti politique | Tête de liste       | Tour unique | Tour unique | Sièges |
| Liste Parti politique | Liste Parti politique | Tête de liste       | Voix        | %           | Sièges |
| --------------------- | --- | ------------------- | ----------- | ----------- | ------ |
|                       | Pour une majorité de progrès avec le président de la République Parti socialiste (MRG)                                     | Alain Vivien        | 131 282     | 30,63       | 3      |
|                       | Liste d'union conduite par Alain Peyrefitte Rassemblement pour la République (CNI - PDF - MSP)                             | Alain Peyrefitte    | 120 417     | 28,09       | 3      |
|                       | Liste de Rassemblement national présentée par le Front national Front national                                             | Jean-François Jalkh | 51 031      | 11,90       | 1      |
|                       | Avenir Seine-et-Marne Union pour la démocratie française (CDS)                                                             | Jean-Jacques Hyest  | 49 261      | 11,49       | 1      |
|                       | Liste présentée par le Parti communiste français Parti communiste français                                                 | Gérard Bordu        | 37 619      | 8,78        | 1      |
|                       | Liste d'union des libéraux pour la Seine-et-Marne Union pour la démocratie française (PR - PRV - PSD - CPR)                | José Parente        | 13 943      | 3,25        | 0      |
|                       | Écologie Seine-et-Marne Les Verts                                                                                          | Robert Laugier      | 9 314       | 2,17        | 0      |
|                       | Union républicaine et démocrate Divers droite                                                                              | Marc Hourtal        | 6 738       | 1,57        | 0      |
|                       | Liste Lutte ouvrière Lutte ouvrière                                                                                        | Annick Marsault     | 5 934       | 1,38        | 0      |
|                       | Liste du Mouvement pour un parti des travailleurs Seine-et-Marne Extrême gauche (Mouvement pour un parti des travailleurs) | Michel Senotier     | 2 006       | 0,47        | 0      |
|                       | Initiative 86 - Entreprendre et réussir la France de l'an 2000 Sans étiquette                                              | M. Poupon           | 1 123       | 0,26        | 0      |
|                       | |                     |             |             |        |
| Inscrits              | Inscrits | Inscrits            | 584 528     | 100,00      | 9      |
| Abstentions           | Abstentions | Abstentions         | 138 848     | 23,75       |        |
| Votants               | Votants | Votants             | 445 680     | 76,25       |        |
| Blancs et nuls        | Blancs et nuls | Blancs et nuls      | 17 012      | 3,82        |        |
| Exprimés              | Exprimés | Exprimés            | 428 668     | 96,18       |        |